# Lapidaria margaretae
Lapidaria margaretae là một loài thực vật có hoa trong họ Phiên hạnh. Loài này được (Schwantes) Dinter & Schwantes mô tả khoa học đầu tiên năm 1927.